# John Ike Ibeh
Ikechukwu John Kingsley Ibeh (Port Harcourt, 16 aprile 1986) è un ex calciatore nigeriano, di ruolo centrocampista.
Possiede il passaporto spagnolo.

## Carriera

### Club
Compie il suo esordio da calciatore professionista nel 2005 militando per il DWS, dove per due stagioni colleziona 15 presenze e 2 gol. Nel 2007 viene acquistato dall'AFC dove milita per altre due stagioni per poi essere acquistato dall'Oțelul Galați nel 2009.

## Palmarès

### Club
- Campionato rumeno: 1

Oțelul Galați: 2010-2011
- Supercoppa di Romania: 1

Oțelul Galați: 2011